# Plesiomonas shigelloides
Plesiomonas shigelloides es una especie bacteriana gramnegativa. Es la única especie de su género. Tiene morfología bacilar que se ha aislado de agua dulce, peces de agua dulce y mariscos y otros muchos tipos de animales, como vacas, cabras, cerdos, gatos, perros, monos, buitres, serpientes y sapos.
Las infecciones de este organismo causan gastroenteritis, seguida de una septicemia en pacientes inmunodeprimidos. Se asocian estas infecciones sobre todo con ingesta de marisco en viajeros de áreas tropicales y subtropicales. Algunas cepas de esta bacteria comparten antígenos con Shigella sonnei, dando reacciones antigénicas cruzadas. Plesiomonas se puede distinguir de Shigella en heces diarreicas por la prueba de la oxidasa: Plesiomonas es oxidasa positivo y Shigella es oxidasa negativo. Plesiomonas es negativo para la prueba de la ADNasa; éstas y otras pruebas bioquímicas la diferencian de Aeromonas sp. 